# Deux Singes
Deux Singes ou Deux Singes enchaînés est un tableau peint par Pieter Brueghel l'Ancien en 1562. Cette scène de genre de type singerie est conservée à la Gemäldegalerie de Berlin.

## Description
Au XVIIe siècle, l'œuvre était plus connue sous le titre La Ville d'Anvers et les deux Singes, témoignage de l'importance accordée à cette vue de la ville à l'arrière-plan, ne serait-ce que pour identifier le tableau. 
La restitution réussie de l'atmosphère brumeuse, au-dessus de l'Escaut est surprenante à une date aussi précoce que 1562. Les singes sont des mangabeys à collier, une espèce rare mais appréciée des collectionneurs d'animaux comme le cardinal de Granvelle. Dans le port d'Anvers on faisait le commerce d'animaux exotiques.